# Казе Нуове ди Кастелано (Асколи Пичено)
Казе Нуове ди Кастелано (итал. Case Nuove di Castellano) насеље је у Италији у округу Асколи Пичено, региону Марке.
Према процени из 2011. у насељу је живело 57 становника. Насеље се налази на надморској висини од 342 м.